# Dalek
Os Daleks são uma raça fictícia de mutantes extraterrestres, na série de ficção científica britânica Doctor Who. As origens dos Daleks remontam ao planeta Skaro, foram criados pelo cientista deformado Davros. Seu corpo constitui-se em uma peça de metal que assemelha-se a um tanque, possuem apenas um "olho". Os Daleks são uma raça obcecada pelo poder e conquista, estando dispostos a massacrar povos para manter-se soberanos.
Foram criados por Terry Nations e desenhados por Raymond Cusick. A primeira aparição dos Daleks na série aconteceu em 1963, no arco The Daleks. Eles, imediatamente, se tornaram populares com os telespectadores se tornando sinônimos da própria série e parte da cultura popular britânica: a palavra "Dalek" também foi incluída no dicionário Oxford English Dictionary; em 1999, um Dalek apareceu em um selo postal que celebrava a cultura popular britânica, tendo sido fotografado pelo Conde de Snowdon; e uma pesquisa em 2008 revelou que cada 9 em 10 crianças podiam identificar corretamente um Dalek.
O objetivo da BBC ao criar os Daleks foi de criar um vilão que não parecesse um "homem em uma fantasia", pois a série não contava com muitos recursos financeiros.
Em Genesis of the Daleks é explicado as origens dos Daleks, que remontam a guerra que ocorreu no planeta Skaro entre os Thals e os Kaleds (anagrama de Daleks). Após essa guerra ambas nações estavam praticamente extintas